# Вольф, Эмиль
Эмиль Вольф (англ. Emil Wolf; 30 июля 1922 — 2 июня 2018) — американский физик чехословацкого происхождения. Приобрёл известность в области физической оптики, включая дифракцию, когерентные свойства оптических полей, спектроскопию частично когерентного излучения и теорию прямого излучения. рассеяние и обратное рассеяние. Он был также автором множества других вкладов в оптику.

## Жизнь и карьера
Вольф родился в Праге, Чехословакия, в еврейской семье. Он был вынужден покинуть свою родную страну, когда немцы вторглись. После коротких периодов в Италии и Франции (где он работал на чешское правительство в изгнании), он переехал в Соединенное Королевство в 1940 году.
В 1945 году получил степень бакалавра по математике и физике и в 1948 году — доктора философии по математике в Бристольском университете, Англия.
С 1951 по 1954 год работал в Эдинбургском университете с Максом Борном, написав знаменитый учебник по оптике, который теперь обычно называют просто Борн и Вольф. В 1959 году переехал в США, чтобы занять должность в Рочестерском университете. Он стал натурализованным гражданином США и был профессором оптической физики Уилсона в Рочестерском университете. В 1978 году был президентом Оптического общества Америки. До своей смерти Вольф жил со своей женой в Кловервуде в Питсфорде, штат Нью-Йорк.
Вольф предсказал новый механизм, производящий красное смещение и синее смещение, которое происходит не из-за движущихся источников (эффект Доплера). Позже это было подтверждено экспериментально (так называемый эффект Вольфа). Технически он обнаружил, что два неламберовских источника, излучающие лучевую энергию, могут взаимодействовать таким образом, что вызывает сдвиг в спектральных линиях. Он аналогичен паре камертонов с одинаковыми частотами (шагами), механически соединенных вместе с деки; существует сильная связь, которая приводит к тому, что резонансные частоты «тянутся» вниз по высоте. Эффект Вольфа может вызывать красные или синие смещения, в зависимости от точки зрения наблюдателя, но смещается красным, когда наблюдатель находится в лобовом положении. В 1999 г. Sisir Roy et al. предположили, что эффект Вольфа может объяснить диссонирующее красное смещение в некоторых квазарах.
Вольф оставался активным преподавателем, исследователем и автором до 80 лет. Скончался 2 июня 2018 года в возрасте 95 лет.
Вольф был очень известным автором книг в области оптики. Вместе с Максом Борном он стал соавтором Принципов оптики одного из стандартных учебников по оптике, широко известного как «Борн и Вольф». Кроме того, он в соавторстве с Леонардом Манделем, написал Оптическая когерентность и Квантовая оптика. Он также написал « Введение в теорию когерентности и поляризации света» и избранные труды Эмиля Вольфа с комментариями (World Scientific Publishing, 2001,). Кроме того, он редактировал серию книг " Прогресс в оптике " для Elsevier с момента ее создания в 1962 году.

## Награды, членство и дипломы

### Награды
- Медаль Фредерика Айвса Оптического общества Америки (1977)
- Медаль Альберта А. Майкельсона Института Франклина (1980)[7]
- Премия Макса Борна Оптического общества Америки (1987)[8]
- Медаль Маркони Национального совета исследований Италии (1987)
- Золотая медаль Чехословацкой академии наук (1991)
- Медаль Союза чехословацких математиков и физиков (1991)
- Золотая медаль Палацкого университета в Оломоуце, Чехословакия (1991)
- Медаль Эстер Хоффман Беллер (2002)
- Дж. Г. Стоукс Премия SPIE (2010)[9]

### Членство
- Почетный член Оптического общества Америки (президент в 1978 году)
- Почетный член Оптических обществ Индии и Австралии

### Почетные степени
- Университет Гронингена, Нидерланды (1989)
- Эдинбургский университет (1990)
- Палацкий университет Оломоуца (1992)
- Бристольский университет (1997)
- Университет Лаваль, Квебек (1997)
- Университет Франш-Конте, Франция (1999)
- Ольборгский университет, Дания (1999).